# فردریک تام بروکس
فردریک تام بروکس (انگلیسی: Frederick Tom Brooks؛ ۱۸۸۲ – ۱۹۵۲) یک دانشمند در زمینه گیاه‌شناسی، قارچ‌شناسی، گیاه‌پزشکی اهل انگلستان بود.